# Reubin Askew
Reubin O’Donovan Askew (Muskogee, 11 de septiembre de 1928-Tallahassee, Florida, 13 de marzo de 2014) fue un político estadounidense. Entre 1971 y 1979 fue el 37.º Gobernador del Florida y, a partir de 1981, miembro de la Oficina del Representante Comercial de EE. UU..

## Primeros años y ascenso político
Después de graduarse de la escuela secundaria, Askew sirvió en el Ejército entre 1946 y 1947. Luego asistió a la Universidad de Florida, antes de servir en la Fuerza Aérea de los Estados Unidos durante dos años más durante la Guerra de Corea.. Entre 1956 y 1958, Askew fue fiscal asistente en el condado de Escambia y en 1958 fue elegido miembro de la Cámara de Representantes de Florida. Desde 1962 estuvo en el Senado del Estado. Para las elecciones a gobernador de 1970, el Partido Demócrata lo nombró como máximo candidato. En las siguientes elecciones sucedió al gobernador en ejercicio venciendo al republicano Claude Kirk.

## Gobernador de Florida
El mandato de Askew comenzó el 5 de enero de 1971 y, después de su reelección en 1974, llegó al 2 de enero de 1979. Fue el primer gobernador de Florida en servir dos mandatos consecutivos de cuatro años. Pero esto solo fue posible después de la enmienda constitucional de 1968. Durante su mandato de ocho años, el gobernador trabajó en una reforma fiscal que, entre otras cosas, alivió la carga de los propietarios. Askew hizo campaña por el fin de la segregación racial y abogó por el movimiento de derechos civiles. Nombró al primer juez afroamericano en la Corte Suprema del país. Integró en su gabinete a Athalie Range la primera mujer negra en la historia del estado. Junto con los gobernadores Jimmy Carter de Georgia y Bill Clinton de Arkansas, Reubin Askew fue considerado uno de los representantes más importantes del Nuevo Sur (New South). En 1972, Askew fue orador en la Convención Nacional Demócrata en Miami Beach. Fue entonces cuando le ofrecieron la nominación a la vicepresidencia junto a  George McGovern, Askew rechazó esta oferta. Reubin Askew fue miembro y presidente de varias asociaciones de gobernadores.

## Vida después de ser Gobernador
Después de su mandato, Askew fue nombrado Representante Comercial de Estados Unidos por el presidente Jimmy Carter. Ocupó este cargo hasta el final del mandato de Carter en enero de 1981. Askew luego se convirtió en socio de un bufete de abogados en Miami. En 1984 se postuló sin éxito para la nominación de su partido para las elecciones presidenciales. En 1987 anunció su candidatura al Congreso. Sin embargo, lo retiró debido a la falta de apoyo financiero. Estaba casado con Donna Lou Harper, con quien tuvo dos hijos.